# Jefferson Bernárdez
Jefferson Jair Bernárdez Bennett (27 de março de 1987) é um futebolista profissional hondurenho que atua como atacante.

## Carreira
Jefferson Bernárdez fez parte do elenco da Seleção Hondurenha de Futebol nas Olimpíadas de 2008.